# Wang Shin-yuan
Wang Shin-yuan, chiń. 王信淵 (ur. 23 czerwca 1976) – tajwański sztangista, czterokrotny olimpijczyk.

## Biografia
Startował w wadze muszej (do 54 kg) oraz koguciej (do 56 kg). Czterokrotny medalista mistrzostw świata, w wadze muszej – brązowy (1997) oraz w wadze koguciej – złoty (2005), srebrny (2001) oraz brązowy (1999). Dwukrotny srebrny medalista igrzysk azjatyckich (1998, 2002). Czterokrotny uczestnik letnich olimpiad (najlepszy wynik: Sydney 2000 – 4. miejsce w wadze koguciej).

## Najważniejsze starty

### Letnie igrzyska olimpijskie
- Barcelona 1996 – 9. miejsce (waga musza)
- Sydney 2000 – 4. miejsce (waga kogucia)
- Ateny 2004 – nie sklasyfikowany (waga kogucia)
- Pekin 2008 – 7. miejsce (waga kogucia)

### Mistrzostwa świata
- Chiang Mai 1997 –  brązowy medal (waga musza)
- Ateny 1999 –  brązowy medal (waga kogucia)
- Antalya 2001 –  srebrny medal (waga kogucia)
- Doha 2005 –  złoty medal (waga kogucia)

### Igrzyska azjatyckie
- Bangkok 1998 –  srebrny medal (waga kogucia)
- Pusan 2002 –  srebrny medal (waga kogucia)